# نیکون دی۳۰۰
نیکون دی۳۰۰ (به انگلیسی: Nikon D300) یک دوربین عکاسی تک‌لنزی بازتابی ساخت شرکت نیکون است.